# Rhinoclemmysnema multilabiatum
Rhinoclemmysnema multilabiatum ist eine Art der Spulwürmer und einziger Vertreter der Gattung Rhinoclemmysnema. Sie ist ein Parasit im Dünn- und Dickdarm der Pracht-Erdschildkröte. Der Artname leitet sich vom lateinischen Gattungsnamen des Wirts (Rhinoclemmys), altgriechisch νῆμα nema, deutsch ‚Faden(wurm)‘ und lateinisch multilabiatum ‚viellippig‘ ab.

## Merkmale
Rhinoclemmysnema haben einen langen spitzen Schwanz. Der Ösophagus ist deutlich gegliedert, der Körper (Corpus) nimmt mehr als ein Viertel der Gesamtlänge ein, die Klappen des Bulbus sind deutlich gestreift. Die Mundöffnung ist von sechs Lippen umgeben, die subdorsale und subventrale sind geteilt, so dass der Eindruck von 10 Lippen entsteht. Es gibt sechs Halspapillen, zwei seitliche Papillen sind mit den Amphiden assoziiert. Männchen haben sieben Paare von Papillen am Hinterende. Die Spicula sind ungleich, lanzettförmig und haben ein gut entwickeltes Gubernaculum mit einem Bart am Ende. Weibchen haben ein unpaares Geschlechtssystem (monodelphisch), Vulva und Anus liegen dicht beieinander.
Männchen von Rhinoclemmysnema multilabiatum sind 2,32 bis 2,46 mm lang und am dicksten im Bereich der Ösophagus-Darm-Übergangs mit 76 bis 80 µm. Die Mundhöhle ist 16 bis 20 µm lang, der Ösophagus 0,496 bis 0,532 mm. Sein Corpus ist 224 bis 244 µm lang, der Isthmus 200 bis 208 µm, der Bulbus 72 bis 80 µm. Der Nervenring liegt 0,24 bis 0,256 mm, die Exkretionspore 0,368 bis 0,388 mm hinter dem Vorderende. Die Exkretionspore ist von einer radiären Streifung umgeben. Das linke Spiculum ist 0,184 bis 0,214 mm lang, das rechte 0,078 bis 0,086 mm, das Gubernaculum 0,068 bis 0,072 mm und der Schwanz 0,44 bis 0,48 mm.
Weibchen sind 2,42 bis 2,5 mm lang, 70 bis 80 µm dick. Die Mundhöhle ist 18 bis 20 µm lang, der Ösophagus 460 bis 508 µm, sein Corpus 210 bis 224 µm, der Isthmus 178 bis 204 und der Bulbus 72 bis 80 µm. Der Nervenring liegt 244 bis 260, die Exkretionspore 356 bis 388 µm hinter dem Vorderende. Die Vulva liegt 0,122 bis 0,148 mm vor dem Anus. Der Schwanz ist 0,516 bis 0,568 mm lang.